# Vadonia mainoldii
Vadonia mainoldii is een keversoort uit de familie van de boktorren (Cerambycidae). De wetenschappelijke naam van de soort werd voor het eerst geldig gepubliceerd in 2004 door Pesarini & Sabbadini.